# Les Forques (Forès)
Les Forques és una muntanya de 869 metres que es troba al municipi de Forès, a la comarca de la Conca de Barberà.
Al cim podem trobar-hi un vèrtex geodèsic (referència 266121001).